# Hellboy: The Science of Evil
Hellboy: The Science of Evil est un jeu vidéo d'action développé par Krome Studios  et édité par Konami, sorti en 2008 sur PlayStation 3, Xbox 360 et PlayStation Portable.

## Trame

### Résumé
Hellboy doit déjouer le complot nazi d'Hermann Von Klempt, afin de sauver l'humanité.

## Accueil
- Jeuxvideo.com : 7/20[1]